# Mänskliga rättigheter i Saudiarabien
Mänskliga rättigheter i Saudiarabien rankas i Freedom Houses årsrapport över politiska och civila friheter i världen som bland de absolut sämsta i världen.
Sedan 1992 har Saudiarabien en skriven grundlag, Basic Law of Government, som reglerar landets styre och fastställer vissa personliga rättigheter. Situationen för mänskliga rättigheter i landet är allvarlig och föremål för omfattande internationell kritik. Bristande rättssäkerhet och avsaknaden av kodifierad lag skapar stor oförutsägbarhet, då domstolars individuella tolkning av sharia påverkar domslut. Församlings- och religionsfrihet är kraftigt begränsad, och politiska partier, fackföreningar samt strejkrätt är förbjudna.
Kvinnor utsätts för omfattande diskriminering och står under manligt förmyndarskap, medan många gästarbetare rapporteras ha en utsatt arbetsrättslig situation. Ett dussintal förespråkare för mänskliga rättigheter har dömts till långa fängelsestraff för brott som anses hota landets moral, skada dess rykte eller innebära kritik mot kungafamiljen. Trots detta förekommer en viss intern debatt i frågor som rör mänskliga rättigheter.
Saudiarabien tillämpar dödsstraff och andra våldsamma straff. Man använder tortyr och kvinnors rättigheter begränsas. Alla Saudiarabiens framstående och oberoende människorättsförsvarare har fängslats, hotats till tystnad eller flytt landet. Utländska arbetare fråntas  sina rättigheter.

## Yttrandefrihet
Aktivister som vågat uttala sig sitter fängslade enbart eftersom de har använt sig av sin yttrandefrihet, mötes- och föreningsfrihet. Myndigheterna har särskilt riktat in sig på den lilla, men högljudda, skaran av människorättsförsvarare, bland annat genom tillämpningen av anti-terrorlagar för att stoppa dem från att avslöja och agera mot brott mot mänskliga rättigheter. Alla offentliga folksamlingar, inklusive demonstrationer, är förbjudna enligt en lag som inrikesministeriet stiftade år 2011. De som bryter mot förbudet riskerar att gripas, åtalas och fängslas för att ha “hetsat folket mot myndigheterna”.
Enligt 2018 “Freedom in the World”-rapporten finns det bara ett land med yttrandefrihet i arabiska länder – Tunisien. Enligt rapporten har Saudiarabien inte yttrandefrihet. Den saudiske journalisten Jamal Khashoggi menar hösten 2018 att det behövs en ny fri media med arabiska språk.

## Dödsstraff
Dödsstraff tillämpas och som regel sker avrättningarna i form av halshuggning för män och arkebusering för kvinnor Avrättningen sker ofta offentligt med svärd. Dödsstraff kan utdömas för bland annat mord, våldtäkt, smuggling av droger, väpnat rån, samkönad sexuell aktivitet, apostasi samt även brottet ”corruption on earth” som till exempel trolldom och magi. Enligt landets tolkning av sharia-lag kan en gift muslimsk man eller en icke-muslimsk man som har en sexuell relation med en man dömas till döden genom stening.
Minst 1 839 personer avrättades i Saudiarabien från 1980 fram till maj 2008. Antalet avrättade minskade gradvis från år 2000 (123) till år 2006 (39) för att sedan öka igen. Saudiarabien publicerar inga officiella siffror, men enligt Amnesty International avrättades 151 personer år 2015 och 146 personer år 2018.

## Religionsfrihet
Islam är landets officiella religion, och enligt sharia, den islamiska lagen, måste samtliga medborgare tillhöra islam. Domsluten i shariadomstolar utgår från Koranens föreskrifter och den islamiska traditionen. Ateism är straffbart med dödsstraff som påföljd. Efter ett möte med påven i mars 2008 beslutade dåvarande kung Abdullah att den första kyrkan i Saudiarabien får byggas.

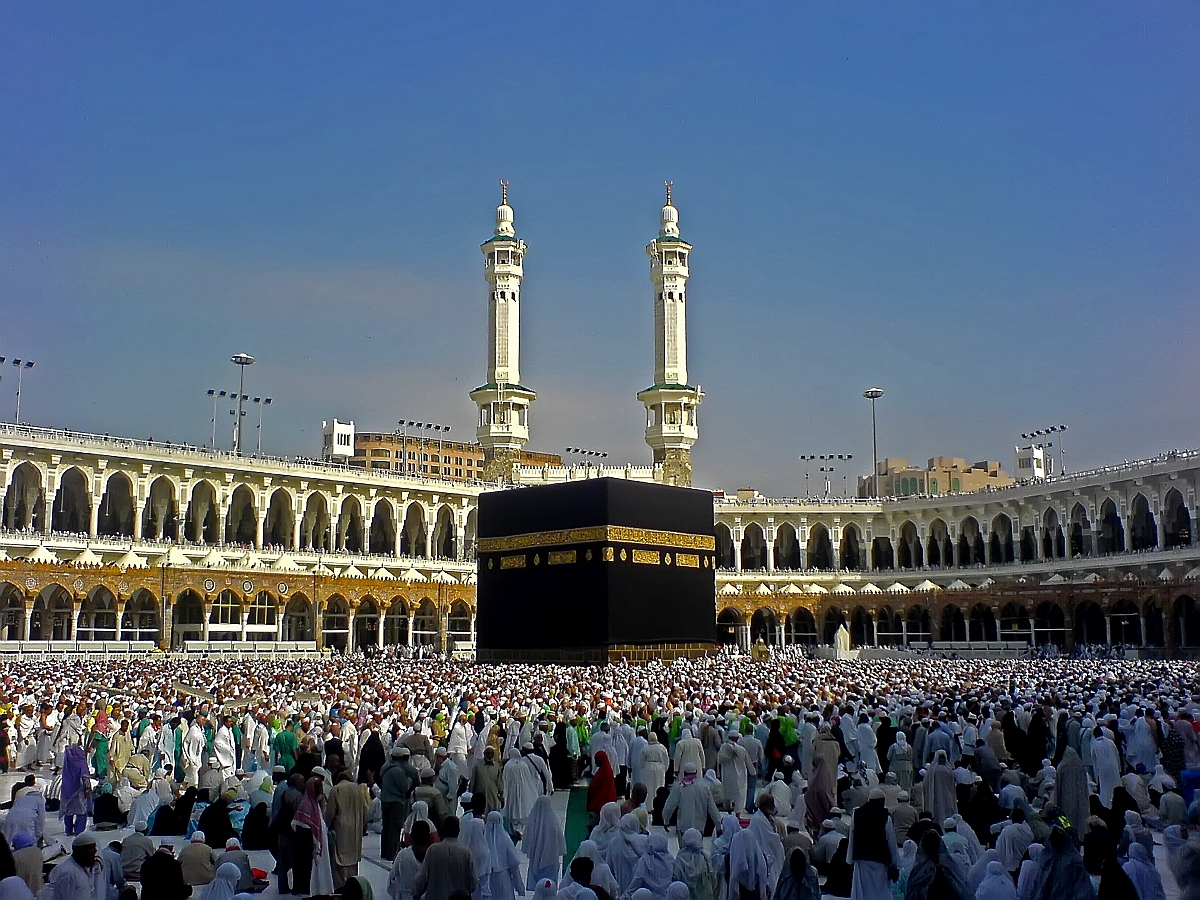
Mecka är islams heligaste plats och enligt saudisk lag förbjuden att besöka för icke-muslimer. På bilden ses stadens tillika världens största moské, Masjid al-Haram, och i mitten Kaba.

Svenska utrikesdepartementet skrev 2007 att:
| ”                       | Saudisk lagstiftning föreskriver inte religionsfrihet. Frihetsberövanden på religiösa grunder förekommer, bland annat när det gäller kristna gästarbetare som samlas privat för att hålla gudstjänst och bön [...]. Religionsfrihet råder inte. Förutom förbudet mot att praktisera/missionera för andra religioner än islam accepteras inte heller offentliga symboler som har sitt ursprung i andra religioner.[...]. Officiellt motiveras den obefintliga religionsfriheten, avsaknaden av kyrkor etc med att det inte finns några saudiska medborgare som inte är muslimer.[...] Religiösa minoriteters rättigheter respekteras inte. Icke-islamiska grupper har inte rätt att ha egna gudstjänst- eller samlingslokaler. | „ |
| – Utrikesdepartementet, | |   |

## Kvinnors rättigheter
Det här avsnittet är helt eller delvis baserat på material från  engelskspråkiga Wikipedia, Women's rights in Saudi Arabia.
Enligt Nationalencyklopedin Mänskliga rättigheter i Saudiarabien är flickor och kvinnor förbjudna från att resa, yrkesarbeta, ta sig till sjukhus eller genomgå vissa medicinska procedurer utan tillstånd från sina manliga förmyndare, och i domstol väger en kvinnas vittnesmål hälften så tungt som en mans. Sedlighetspolisen övervakar kvinnors strikta klädkod och kvinnor var fram till 2018 förbjudna att köra bil.
Lagar och traditioner i Saudiarabien samverkar till en omfattande könssegregering; kvinnor och män hålls åtskilda utanför hemmet och kvinnor vistas endast undantagsvis i det offentliga rummet. Det är i princip helt otillåtet för en kvinna att på egen hand träffa en man utanför släkten, och kan bestraffas enligt lag. Kvinnornas rörelsefrihet är kraftigt inskränkt då de endast får resa i sällskap med en manlig släkting. Detta system har liknats vid det system som tillämpades i Sydafrika under apartheid-perioden.
Kvinnors rättigheter att arbeta, äga och förvalta egendom och att rösta i allmänna val i Saudiarabien är kraftigt inskränkt, och för första gången ska kvinnor kunna nomineras i kommunalval planerat till 2015. Restauranger, även restauranger ägda av västerländska bolag, har två ingångar och åtskilda ytor för ungkarlar och familjer där det förekommer att familjearean är enklare än ungkarlarnas. 
Enligt tradition så har kvinnor en roll i samhället som mödrar och att sköta hushåll, men så behövs kvinnor i flera yrken så som många vårdyrken då en kvinna inte får vårdas av en manlig läkare och vice versa, förutom i yttersta nödfall. Kvinnor får inte ha bankkonton utan makens tillåtelse eller vittna i domstol.
Kvinnors klädsel är reglerad i lag. Icke-muslimska kvinnor skall bära "anständiga kläder", vilket i princip innebär hijab (något som det dock inte finns säkra källor på). Muslimska kvinnor skall bära abaya, hijab och niqab. Den religiösa polisen, mutawa, ser till att lagen efterlevs. 2002 hindrade mutawa otillräckligt påklädda skolflickor från att ta sig ut ur en brinnande skolbyggnad, vilket ledde till att 15 elever innebrändes.
År 2017 valdes Saudiarabien in i FN:s kvinnokommission med 47 röster av de 54 länderna i FN:s Ekonomiska och Sociala råd, (ECOSOC).

## Slaveri
Fram till 1962 tilläts slaveri i Saudiarabien. Än idag behandlas gästarbetare bryskt; de kan hållas inlåsta av sina arbetsgivare, utsättas för misshandel och våldtäkter, och i vissa fall sedan slängas i fängelse för att ha blivit ”olagligt gravida”.